# Nikoloz Kachelaszwili
Nikoloz Kachelaszwili (gruz. ნიკოლოზ კახელაშვილი ;ur. 14 listopada 1995) – gruziński, a od 2018 roku włoski zapaśnik walczący w stylu klasycznym. Zajął piąte miejsce na mistrzostwach świata w 2021 i 2022. Wicemistrz Europy w 2020 i trzeci w 2021. Trzeci w Pucharze Świata w 2022, a także dziewiąty w zawodach indywidualnych w 2020. Mistrz świata i trzeci na mistrzostwach Europy juniorów w 2015 roku.